# Kollerua breviarticulatum
Kollerua breviarticulatum is een eenoogkreeftjessoort uit de familie van de Cletodidae. De wetenschappelijke naam van de soort is voor het eerst geldig gepubliceerd in 1964 door Shen & Tai.